# Ophiusa despecta
Ophiusa despecta là một loài bướm đêm thuộc họ Erebidae. Nó được tìm thấy ở Châu Phi, bao gồm Nigeria, Gabon và Príncipe.